# Il bisbetico domato (film 1980)
Il bisbetico domato è un film italiano del 1980 diretto da Castellano e Pipolo. L'opera è una rivisitazione della commedia La bisbetica domata di William Shakespeare.

## Trama
Elia è un agricoltore che vive in una bella villa a Rovignano. Decisamente asociale, non ama la città né la compagnia umana (tranne le confessioni con don Cirillo), ma soprattutto è infastidito dalla presenza delle donne, che vede come disturbatrici della pace agreste. Mamy, la governante, è l'unica figura femminile ammessa nella sua fattoria e, nel tentativo di renderlo meno irascibile, ha tentato più volte di trovargli una ragazza, ma inutilmente, perché l'uomo dimostra di andare d'accordo più con le bestie (uguali a lui in spirito) che con le persone, specialmente il suo cane con il quale conversa e gioca addirittura a scacchi.
Una sera, durante un temporale, la bella Lisa subisce un guasto all'automobile e chiede ospitalità alla fattoria del misantropo, dove ha modo di sperimentare i suoi modi da villano. Con il tempo però la ragazza scopre di essere innamorata del rozzo campagnolo, arrivando persino a tradire il fidanzato Vittorio e a litigare con l'amica Renata, che tenta anche di sedurre Elia. Lisa riesce infine a sedurre Elia (nel frattempo diventato meno zoticone): i due si sposano e Lisa sceglie la vita di campagna, non senza qualche difficoltà iniziale.

## Produzione
L'auto utilizzata da Ornella Muti è una rara e lussuosa De Tomaso Longchamp convertibile.

### Luoghi delle riprese
- La scena del benzinaio è stata girata nei pressi dello svincolo autostradale di Arluno.[1]
- Le scene degli allenamenti e della partita di basket sono state girate alla palestra Parini di Cantù; la squadra contro cui gioca il Rovignano è composta da giocatori juniores dell'allora Squibb Cantù, guidata da Gino Casamassima.
- Le scene del ristorante sono state girate al ristorante "Da Pio" di Somma Lombardo in zona Coarezza. Nel film, il cameriere invita i protagonisti a sedersi al tavolo vista lago: in realtà, l'acqua sullo sfondo è quella del fiume Ticino.
- La scena dell'autostop è stata girata a Oggiono, in Brianza, nei pressi del Lago di Annone.
- Si nota un’inesattezza nel nome del contadino compaesano di Elia, interpretato da Enzo De Toma: nella scena dei corvi viene appellato come Tonio. Successivamente, quando lo stesso Elia fa irruzione nella sua camera, viene chiamato Ernesto.

## Colonna sonora
Nel film sono presenti tre brani cantati:
1. Clown – La pigiatura (G. Mauro – M. Detto) – voci soliste: Patrizia Tapparelli e Mariano Perrella
2. Clown – Step on Dynamite (Logan – Detto)
3. Adriano Celentano – Innamorata, incavolata a vita (Cutugno – Castellano – Pipolo – Minellono)

Il brano La pigiatura è basato sulla musica di Brown Girl in the Ring, una canzone tradizionale per bambini giamaicana, trasformata in una hit mondiale del 1978 dal gruppo tedesco Boney M.

## Distribuzione
Il film è stato distribuito nelle sale italiane a partire dal 20 dicembre 1980.

### Edizioni home video
Il bisbetico domato è uscito in Blu-ray grazie ad un'edizione tedesca.

## Incassi
Il film incassò oltre 12 miliardi di lire, risultando secondo, dietro solo Ricomincio da tre di Massimo Troisi, nella stagione cinematografica 1980-81.
Detiene ad oggi il 36º posto nella classifica dei film italiani più visti di sempre con 9 172 368 spettatori paganti.

## Sequel
Nel libro di Aldo Fittante Questa è la storia... Celentano nel cinema, nella musica e nella televisione si racconta del progetto di un possibile sequel, intitolato Il bisbetico si ribella per la regia di Castellano e Pipolo, previsto per il 1987 e mai realizzato.